# 西安交通大学软件学院
西安交通大学软件学院，是隶属于中國西安交通大学电信学部的一个学院，是中國教育部及国家计委批准的首批试办的示范性软件学院。软件学院现有“软件工程”一级学科博士学位授权点。

## 相关机构
- 国家Linux技术培训与推广中心
- 软件学院教学实验中心
- 计算机应用技术研究所
- 软件工程研究所[2]